# Лезгинци в Турция
Лезгинците (на лезгински: Лезгияр Усманийада; на турски: Lezgiler Türkiye'de) са етническа група в Турция. Според оценки на Joshua Project техния брой е около 3300 души, като 100 % от тях са мюсюлмани.
Лезгинците живеят в населените места – Ортажа, Яйлакей (вилает Балъкесир), Дагестан (близо до Бергама), Гюнейкин (близо до Ялова), Финдиджак (близо до Измир), Каялипънар, Емилрлер, Селимие, Османие, Султание (вилает Сивас); също така в Иршадие, Бурса, Измир, Истамбул, Анкара и др. по-големи градове.

## Личности
- Реджеп Пекер (1889 – 1950), турски политик, министър-председател на Турция (1946 – 1947)
- Емре Бельозоглу (р. 1980), турски футболист